# Eduard Zeller
Eduard Gottlob Zeller (Kleinbottwar,  22 de enero de 1814 - Stuttgart, 19 de marzo de 1908) fue un teólogo e historiador de la filosofía alemana. Reconocido principalmente por sus obras sobre filosofía griega clásica, y en especial por su monumental Die Philosophie der Griechen in ihrer geschichtlichen Entwicklung (La filosofía de los griegos en su desarrollo histórico).

## Biografía y carrera
Eduard Zeller nació en 1814 en Kleinbottwar (Steinheim an der Murr, distrito de Ludwigsburg). Hijo de un funcionario administrativo, en 1827 abandonó la Leteinschule para matricularse en el seminario evangélico de Maulbronn. Desde 1831, estudió Teología y Filosofía en el Seminario Evangélico-teológico de Tubinga, y vivió en el seminario de Tubinga. Allí ingresó en la cofradía estudiantil (Burschenschaft) «Patrioten Tübingen», en la que conoció al teólogo David Friedrich Strauss (cuyos escritos editó) y al filósofo Friedrich Theodor Vischer. Se doctoró en 1836 con un trabajo sobre Las leyes de Platón. En 1840 logró la habilitación en la facultad de teología de Tubinga. Como representante de la escuela de Tubinga, aplicó los métodos de las ciencias histórico-críticas de la Antigüedad.
En 1843, Zeller fundó los Jahrbücher der Gegenwart. Junto a su maestro Ferdinand Christian Baur, desde 1847 publicó la que fuera la voz de la joven escuela de teología de Tubinga, los Theologische Jahrbücher, publicación fundada en 1842. En 1847 también, Zeller se casó con la hija de Ferdinand Christian Baur, Emilie. En la Universidad de Berna, desde 1847 dio clases como profesor extraordinario de Teología, donde alcanzó el puesto de profesor ordinario en 1849, el mismo año en que se traslada a la Universidad de Marburgo tras ser llamado a ocupar la cátedra de Teología, de la que, sin embargo, no pudo tomar posesión, debido a las objeciones contra su teología liberal y sus propuestas histórico-críticas de investigación. Por decreto del gobierno tuvo que trasladarse a la Facultad de Filosofía. Durante este periodo en Marburgo fundó, junto a Heinrich von Sybel, una institución benéfica que proporcionaba a los pobres de la ciudad alimento y otros bienes de primer orden. 
En 1862 llega a Heidelberg como profesor extraordinario de Filosofía, donde permanece durante los siguientes diez años. Con el tema de su discurso inaugural, «Über Bedeutung und Aufgabe der Erkenntnistheorie» («Sobre el significado y la tarea de la teoría del conocimiento»), introdujo el concepto de teoría del conocimiento en la cultura alemana. En 1872 se traslada a la Universidad de Berlín como profesor de filosofía, donde enseña hasta su retiro en 1894. Su discurso inaugural en esta universidad llevó por título «Über die gegenwärtige Stellung und Aufgabe der deutschen Philosophie» («Sobre la situación actual y la tarea de la filosofía alemana»). 
Fue admitido en la Academia Prusiana de las Ciencias en 1872; al año siguiente se le nombró miembro honorífico de la Academia de las Ciencias de Baviera. En 1877 le fue concedida la orden Pour le Mérite für Wissenschaft und Künste; también en este año su escrito Die Sage von Petrus als römischen Bischof sufrió la condena e inclusión en el Índice de Libros Prohibidos de la Iglesia católica. Con su discípulo Ludwig Stein fundó en 1888 la hasta hoy publicada y ampliamente reconocida revista científica Archiv für die Geschichte der Philosophie. Su primera contribución en esta serie llevaba el título «Die Geschichte der Philosophie, ihre Ziele und Wege» («La historia de la filosofía, su meta y camino»).
Desde 1895 vivió en Stuttgart, donde falleció en 1908.
Zeller recibió el máximo reconocimiento no solo por parte de los filósofos y sociedades eruditas de todo el mundo, sino también del emperador y el pueblo alemán. En 1894, el emperador Guillermo II le nombró Wirklicher Geheimrat («consejero secreto efectivo») con el título de «Excelencia» y se puso su busto, junto al de Helmholtz, en la Puerta de Brandeburgo, cerca de las estatuas del emperador y la emperatriz.

## Pensamiento y obra
Zeller fue un importante representante del método histórico-crítico. En Teología, trató cuestiones del paleocristianismo. En Filosofía, inicialmente se orientó en la línea de Hegel, pero, posteriormente, se acercó más a Kant. Es uno de los precursores del neokantismo y del neocriticismo. En el campo de la filosofía sistemática, en 1862 fue pionero en esbozar, en su lección inaugural Sobre el significado y la tarea de la teoría del conocimiento, los objetos específicos y el concepto de una Teoría del conocimiento.
Su obra más reconocida, sin embargo, es como historiador de la filosofía griega antigua. Su obra en tres tomos Die Philosophie der Griechen in ihrer geschichtlichen Entwicklung (La filosofía de los griegos en su desarrollo histórico) fue por generaciones la obra de referencia por excelencia sobre el pensamiento filosófico de la antigua Grecia, y ha experimentado, hasta la fecha, numerosas ediciones y reimpresiones, siendo también traducida a diversas lenguas. 

### Teología y filosofía
Zeller fue muy activo en el campo de la teología y publicó tres volúmenes de ensayos filosóficos. También fue uno de los fundadores de los Theologische Jahrbücher, revista periódica que adquirió gran importancia como exponente del método histórico de David Strauss y Christian Baur. Como muchos de sus contemporáneos, comenzó afiliándose al hegelianismo, pero posteriormente desarrolló un sistema propio. Vio la necesidad de regresar a Kant en el sentido de que consideraba urgente reconsiderar desde un punto de vista crítico los problemas epistemológicos que Kant había planteado, aunque resuelto sólo parcialmente.
El historiador francés de la filosofía Alexis Philonenko reconoce a Zeller el haber dado la «consigna» para el surgimiento del neokantismo, al haber promulgado un «retorno a Kant» en su lección inaugural de 1862, Sobre el significado y la tarea de la teoría del conocimiento.

### Historia de la filosofía
Los méritos de Zeller como pensador original son, sin embargo, eclipsados por sus espléndidos servicios a la historia de la filosofía. Su Philosophie der Griechen es un noble monumento de sólida enseñanza instilada de una natural sagacidad. Esta extraordinaria y rica obra comprensiva fue la primera en tratar la historia de la filosofía griega con precisión metodológica. Publicada originalmente en tres partes entre 1844 y 1852, fue objeto de constantes ampliaciones, revisiones y actualizaciones por parte de Zeller hasta el final de sus días. Un segunda edición, en 5 volúmenes, apareció entre 1855 y 1868. La última edición llevada a cabo en vida por Zeller se inició en 1892. La sexta y última edición fue publicada entre 1919 y 1923.
La obra fue traducida al inglés por S. F. Alleyne, en dos volúmenes (1881), y, en secciones por S. F. Alleyne, History of Greek Philosophy to the time of Socrates (1881), O. J. Reichel, Socrates and the Socratic Schools (1868; 2ª ed., 1877), S. F. Alleyne y A. Goodwin, Plato and the Older Academy (1876), Benjamin Francis Conn Costelloe y J. H. Muirhead, Aristotle and the Earlier Peripatetics (1897), O. J. Reichel, Stoics, Epicureans and Sceptics (1870 y 1880) y S. F. Alleyne, History of Eclecticism in Greek Philosophy (1883). En italiano, Rodolfo Mondolfo emprendió desde 1932 la traducción y actualización de la obra, pero hasta el día de hoy ésta permanece incompleta tras la publicación, a cargo del mismo Mondolfo y otros ilustres especialistas, de sólo algunas secciones. En castellano, existe una traducción de J. Rovira Armengol de la sección de la obra dedicada a los sofistas y Sócrates, publicada en 1955, la cual, sin embargo, no incluye las notas al pie de Zeller ni presenta las secciones del texto en su orden original.
A modo de compendio de su gran obra, Zeller publicó en 1883 su Grundriss der Geschichte der griechischen Philosophie, también ampliamente reeditada y traducida.
La concepción de Zeller de la historia del pensamiento griego estuvo en un comienzo fuertemente influenciada por la filosofía dialéctica de Hegel. En algunos círculos se le reprocha poner demasiada tensión en el «concepto» y explicar demasiado mediante la antítesis hegeliana de lo subjetivo y lo objetivo. Algunos críticos mantienen que Zeller no prestó bastante atención a la presunta relación íntima entre pensamiento y vida nacional, ni a las idiosincrasias de los pensadores.

## Obras de Eduard Zeller
- Platonische Studien, 1839.
- Die Philosophie der Griechen. Eine Untersuchung über Charakter, Gang und Hauptmomente ihrer Entwicklung, 1844-1852.
- Geschichte der christlichen Kirche. Uebersichtlich dargestellt, 1848. Reed. 1898.
- Die Philosophie der Griechen in ihrer geschichtlichen Entwicklung, 1856-1868. 3ª edic., Leipzig, R. Reisland, 1876-1882. Reimpr. de la 6ª edic. (de 1919), Darmstadt, 2006 {ISBN 978-3-534-19504-6}. 
  - Traducciones: a) al castellano (parcial): Sócrates y Los sofistas, Buenos Aires, Editorial Nova, 1955; b) al francés: La philosophie des Grecs considérée dans son développement historique, París, Hachette, 1877-1884; c) al inglés: A History of Greek Philosophy, Londres, 1881, y, en ediciones separadas:
    - Socrates and the Socratic schools, 2ª edic. Londres, Longmans, Green and Co., 1877.
    - Plato and the Older Academy (trad. de la 3ª edic. alemana), Londres, Longmans, Green and Co., 1876-1888.
    - Aristotle and the earlier Peripatetics, Londres, Longmans, Green and Co., 1897.
    - The Stoics, Epicureans and Sceptics, Londres, Longmans, Green and Co., 1880.
    - A history of eclecticism in Greek philosophy, Londres, Longmans, Green and Co., 1883.
- Die Apostelgeschichte kritisch untersucht, 1854; trad. inglesa: The contents and origin of the Acts of the Apostles, Londres, 1875-76.
- Über Bedeutung und Aufgabe der Erkenntnistheorie, 1862.
- Entwickelung des Monotheismus bei den Griechen, 1862.
- Vorträge und Abhandlungen (1865-1884); Leipzig, R. Reisland, 1875-1884.
- Religion und Philosophie bei den Römern, 1866 (ed. 1871).
- Staat und Kirche. Vorlesungen an der Universität zu Berlin gehalten, 1873.
- Geschichte der deutschen Philosophie seit Leibniz (= Geschichte der Wissenschaften in Deutschland, tomo 13), 1873, ed. 1875.
- Strauss in seinen Leben und Schriften, 1874; trad. inglesa, 1874.
- Über teleologische und mechanische Naturerklärung, 1876.
- Grundriss der Geschichte der griechischen Philosophie, 1883 (12a edición, 1928). Trad. cast.: Fundamentos de la filosofía griega, Buenos Aires, Siglo Veinte, 1968. Trad. inglesa: Outlines of the History of Greek Philosophy, Londres, 1914.
- Über die Gründe unseres Glaubens an die Realität der Außenwelt, 1884.
- Friedrich der Große als Philosoph, 1886.
- Philosophische Aufsätze, 1887.